# Éterpigny (Somme)
 Éterpigny  es una población y comuna francesa, en la región de Picardía, departamento de Somme, en el distrito de Péronne y cantón de Péronne.

## Demografía
| 129 | 124 | 143 | 167 | 185 | 184 |
| Para los censos de 1962 a 1999 la población legal corresponde a la población sin duplicidades (Fuente: INSEE [Consultar]) |     |     |     |     |     |